# Панет (лунный кратер)
Кратер Панет (лат. Paneth) — крупный древний ударный кратер в северном полушарии обратной стороны Луны. Название присвоено в честь немецкого химика и геохимика Фридриха Адольфа Панета (1887—1958) и утверждено Международным астрономическим союзом в 1970 г. Образование кратера относится к нектарскому периоду.

## Описание кратера
Ближайшими соседями кратера являются кратер Кремона на севере; кратер Буль на востоке-северо-востоке и кратер Смолуховский примыкающий к юго-западной части кратера Панет. Селенографические координаты центра кратера 62°36′ с. ш. 94°38′ з. д. / 62,6° с. ш. 94,63° з. д., диаметр 60,9 км, глубина 2,7 км.
Кратер Панет имеет циркулярную форму и умеренно разрушен. Вал сглажен, но сохранил достаточно четкие очертания, юго-восточная оконечность вала перекрыта сателлитным кратером Панет К. Внутренний склон вала широкий, со следами террасовидной структуры. Высота вала над окружающей местностью достигает 1250 м, объем кратера составляет приблизительно 3700 км³. Дно чаши относительно ровное, в восточной части чаши расположено два приметных небольших кратера. Сдвоенный центральный пик несколько смещен к югу от центра чаши.

## Сателлитные кратеры

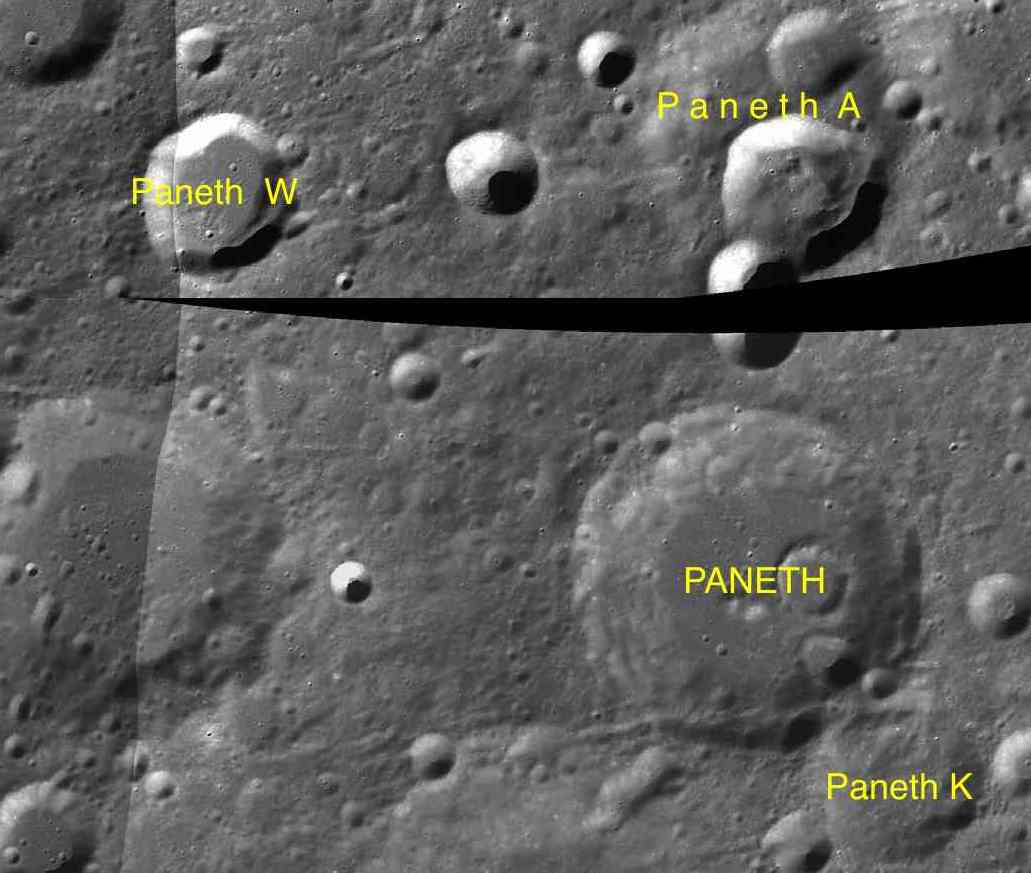
Фрагменты карт LAC-9, LAC-21.

| Панет | Координаты                                              | Диаметр, км |
| ----- | ------------------------------------------------------- | ----------- |
| A     | 64°52′ с. ш. 93°53′ з. д. / 64,86° с. ш. 93,89° з. д.   | 47,8        |
| K     | 61°29′ с. ш. 92°49′ з. д. / 61,49° с. ш. 92,82° з. д.   | 30,9        |
| W     | 64°44′ с. ш. 101°23′ з. д. / 64,74° с. ш. 101,39° з. д. | 29          |